# Гель для душу
Гель для душу або  крем для душу — засіб, призначений для догляду за шкірою. У порівнянні з милом, в гелі для душу більше косметичних добавок і менше власне мила, тому він рідше викликає роздратування і сухість шкіри, порушення кислотно-лужного балансу. Гель для душу, рідке мило і піна для ванн мало чим відрізняються. 
Щоб гель для душу вийшов густим, ароматним і мав потрібний колір, він повинен містити, в середньому, двадцять хімічних речовин, деякі з яких синтезовано, інші отримані з рослин. Так, до складу гелю для душу можуть входити: 
- мийні засоби на основі речовин рослинного походження,
- сіль (як загусник),
- гліцерин для додання гелю шовковистої текстури,
- молочна кислота, що нейтралізує pH,
- ряд ароматичних добавок,
- плівкоутворювальні речовини,
- консерванти,
- речовини, що знімають статичну електрику,
- натуральні екстракти рослин[2].

Зазвичай пінлива основа натуральних засобів для душу — це глікозиди (Lauryl Glucoside, Coco Glucoside та ін.) — більш м'які ніж додецилсульфат натрію мийні речовини, які отримують із глюкози рису, картоплі та пшениці, тобто з цукрів.
Натуральні гелі для душу не повинні містити поліетиленгліколю, штучних загусників, пом'якшувачів, барвників, силіконів і консервантів.
Косметологи вважають найкращим для шкіри натуральне мило ручної роботи.